# Jan Adefelt
Jan Adefelt, född 20 juni 1959 i Norrköping, är en svensk kontrabasist.
Jan Adefelt studerade vid Kungliga Musikhögskolan i Stockholm med fortsatta studier vid Berklee i Boston som avslutades med Performance Major 1985.
Han arbetar sedan 1994 som huvudlärare i kontrabas vid jazzinstitutionen på Kungliga Musikhögskolan i Stockholm.